# Athmallik (Staat)
Athmallik war ein Fürstenstaat Britisch-Indiens im heutigen Bundesstaat Odisha. Seine Hauptstadt war der Ort Athmallik.
Athmallik wurde 1874 als Staat anerkannt. Zuvor war es ein Jagir. Das Gebiet umfasst 1894 km². Die Bevölkerung lag 1901 bei etwa 40.000. 
Die Herrscherfamilie stammt aus der Dynastie Kadamba-Bangsau. Die Hauptstadt des Fürstenstaates waren Hondapa, später Thakurgarh, Nuagaon und schließlich Kaintaragarh (heutiges Purunagarh). 
Talcher war einer von 26 feudalen Staaten im damaligen Britisch-Indien auf dem Gebiet des heutigen Odisha. Am 1. Januar 1948 schloss sich der Staat mit der Unterschrift des letzten Herrschers der Indischen Union an.